# Академическая гребля на летних Олимпийских играх 1984
Соревнования по академической гребле на летних Олимпийских играх 1984 года прошли с 30 июля по 5 августа на искусственном озере Каситас, расположенного в округе Вентура, штат Калифорния. В соревнованиях приняли участие 447 спортсменов из 30 стран. Из-за бойкота Олимпийских игр в соревнованиях не принимали участие представители социалистических стран.
На Играх в Лос-Анджелесе возобновилось олимпийское противостояние двукратного олимпийского чемпиона из Финляндии Пертти Карппинена и немецкого гребца, четырёхкратного чемпиона мира и серебряного призёра Игр 1976 года Петера-Михаэля Кольбе, который был вынужден пропустить Игры 1980 года из-за бойкота московской Олимпиады западными странами. Финский гребец выиграл финальный заезд и стал трёхкратным олимпийским чемпионом, повторив тем самым результат советского гребца Вячеслава Иванова, который побеждал на Играх 1956, 1960 и 1964 годов.

## Общий медальный зачёт
| Место | Страна         | Золото | Серебро | Бронза | Всего |
| ----- | -------------- | ------ | ------- | ------ | ----- |
| 1     | Румыния        | 6      | 2       | 0      | 8     |
| 2     | США            | 2      | 5       | 1      | 8     |
| 3     | Канада         | 1      | 2       | 3      | 6     |
| 4     | ФРГ            | 1      | 1       | 1      | 3     |
| 5     | Новая Зеландия | 1      | 0       | 1      | 2     |
| 6     | Великобритания | 1      | 0       | 0      | 1     |
| 6     | Финляндия      | 1      | 0       | 0      | 1     |
| 6     | Италия         | 1      | 0       | 0      | 1     |
| 7     | Австралия      | 0      | 1       | 2      | 3     |
| 8     | Нидерланды     | 0      | 1       | 1      | 2     |
| 8     | Бельгия        | 0      | 1       | 1      | 2     |
| 9     | Испания        | 0      | 1       | 0      | 1     |
| 10    | Дания          | 0      | 0       | 2      | 2     |
| 11    | Югославия      | 0      | 0       | 1      | 1     |
| 11    | Норвегия       | 0      | 0       | 1      | 1     |

## Медалисты

### Мужчины
| Дисциплина                             | Золото | Серебро | Бронза |
| -------------------------------------- | --- | --- | --- |
| Одиночки детали                        | Пертти Карппинен Финляндия | Петер-Михаэль Кольбе ФРГ | Роберт Миллс Канада |
| Двойки парные детали                   | США · Пол Энквист · Брэд Алан Льюис                                                                                                  | Бельгия · Пьер-Мари Делоф · Дик Круа | Югославия · Зоран Панчич · Милорад Станулов |
| Четвёрки парные детали                 | ФРГ · Михаэль Дюрш · Альберт Хеддери · Раймунд Хёрман · Дитер Виденман                                                               | Австралия · Гэри Галлок · Энтони Ловрич · Тимоти Макларен · Пол Риди                                                                                | Канада · Даг Хэмилтон · Майк Хьюз · Фил Монктон · Брюс Форд                                                                                       |
| Двойки распашные без рулевого детали   | Румыния · Петру Йосуб · Валер Тома                                                                                                   | Испания · Фернандо Климент Уэрта · Луис Мария Ласуртеги Берриди                                                                                     | Норвегия · Ханс Магнус Грепперуд · Сверре Лёкен                                                                                                   |
| Двойки распашные с рулевым детали      | Италия · Кармине Аббаньяле · Джузеппе Аббаньяле · Джузеппе Ди Капуа                                                                  | Румыния · Димитрие Попеску · Василе Томоягэ · Думитру Рэдукану                                                                                      | США · Роберт Эспесет · Даг Херланд · Кевин Стилл                                                                                                  |
| Четвёрки распашные без рулевого детали | Новая Зеландия · Лес О’Коннелл · Шейн О’Брайен · Конрад Робертсон · Кит Траск                                                        | США · Дэвид Кларк · Алан Форни · Джонатан Смит · Филлип Стекл                                                                                       | Дания · Михаэль Йессен · Ларс Нильсен · Пер Расмуссен · Эрик Кристиансен                                                                          |
| Четвёрки распашные с рулевым детали    | Великобритания · Ричард Баджетт · Мартин Кросс · Эдриан Эллисон · Энди Холмс · Стив Редгрейв                                         | США · Майкл Бах · Эдвард Айвз · Томас Кифер · Грегори Спрингер · Джон Стиллингс                                                                     | Новая Зеландия · Бретт Холлистер · Кевин Лотон · Барри Мабботт · Дон Саймон · Росс Тонг                                                           |
| Восьмёрки детали                       | Канада · Блэр Хорн · Дин Кроуфорд · Майкл Эванс · Пол Стил · Грант Мейн · Марк Эванс · Кевин Ньюфелд · Патрик Тёрнер · Брайан Макмэн | США · Чип Лубсен · Эндрю Саддат · Джон Тервиллиджер · Кристофер Пенни · Том Дарлинг · Фред Борчелт · Чарльз Клапп · Брюс Иббетсон · Боб Джогстеттер | Австралия · Джеймс Баттерсби · Иан Эдмундс · Стивен Эванс · Клайд Хефер · Крэйг Мюллер · Сэмюэль Паттон · Ион Попа · Гэвин Тредголд · Тим Виллуби |

### Женщины
| Дисциплина                   | Золото | Серебро | Бронза |
| ---------------------------- | --- | --- | --- |
| Одиночки                     | Валерия Рэчилэ Румыния | Шарлотта Джир США | Анн Хасебраук Бельгия |
| Двойки парные                | Румыния · Марьоара Попеску · Элисабета Оленюк                                                                                                   | Нидерланды · Грет Хеллеманс · Николетте Хеллеманс | Канада · Даниэле Лауман · Силкен Лауман |
| Четвёрки парные с рулевой    | Румыния · Маричика Цэран · Анишоара Сорохан · Йоана Бадя · София Корбан · Екатерина Оанча                                                       | США · Вирджиния Гилдер · Джоан Линд · Энн Марден · Келли Рикон · Лиза Роде                                                                                      | Дания · Ханне Эриксен · Биргитте Ханель · Лотте Коэфоэд · Бодиль Расмуссен · Йетте Сёренсен                                                                                               |
| Двойки распашные без рулевой | Румыния · Родика Арба · Елена Хорват | Канада · Элизабет Крейг · Триша Смит | ФРГ · Эллен Беккер · Ирис Фёлькнер |
| Четвёрки распашные с рулевой | Румыния · Флорика Лаврик · Мария Фричою · Кира Апостол · Ольга Хомеги · Вьорика Йожа                                                            | Канада · Мэрилин Брейн · Анджела Шнейдер · Барбара Армбруст · Джейн Треганно · Лесли Томпсон                                                                    | Австралия · Сьюзан Ли · Карен Бранкур · Марго Фостер · Робин Грей-Гарднер · Сьюзан Чепмен                                                                                                 |
| Восьмёрки                    | США · Бетси Бирд · Кэрол Бауэр · Джинн Флэнаган · Кэри Грейвз · Кэти Килер · Холли Меткалф · Кристин Норелиус · Ширил О’Стин · Кристен Торснесс | Румыния · Марьоара Трашкэ · Луча Саука · Дойна Шнеп-Бэлан · Анета Михай · Аурора Плешка · Камелия Дьяконеску · Вьорика Йожа · Михаэла Армэшеску · Адриана Базон | Нидерланды · Грет Хеллеманс · Николетте Хеллеманс · Марике ван Дрогенбрук · Линда Корнет · Харрит ван Эттековен · Марти Лаурейсен · Каталин Нелиссен · Анне-Мари Квист · Вильон Вандрагер |